# Zhenjiang
|  | No s'ha de confondre amb Zhejiang o Zhanjiang. |

Zhenjiang, alternativament romanitzada com Chinkiang, és una ciutat a nivell de prefectura a la província de Jiangsu, Xina. És la riba sud del riu Iang-Tsé prop de la intersecció amb el Gran Canal. Yangzhou queda al nord, Nanjing a l'oest i Changzhou al sud-est. Zhenjiang va ser antigament la capital provincial de Jiangsu, d'aleshores ençà és un important centre de transport.
Segons el cens de 2010, la població total era de 3.114.105 habitants, dels quals 1.200.760 vivien a l'àrea metropolitana formada pels tres districtes urbans.
Zhenjiang és un dels ports més concorreguts de la Xina per al comerç interior, i serveix com a centre comercial entre Jiangsu, Anhui i Xangai. S'hi fa principalment comerç de gra, cotó, olis i fusta. Les altres indústries són el processament d'aliments i la fabricació de pasta de paper. La ciutat és coneguda tant a la Xina com a l'estranger pel seu olorós vinagre negre, un element bàsic de la cuina xinesa.

## Història
Zhenjiang té una història escrita de més de 3.000 anys. A la dinastia Zhou de l'Oest, el seu nom era Yi (宜). Als segles VII i IV aC, o sigui, en els períodes de Primaveres i Tardors i dels Regnes Combatents, va ser un principat feudal que es deia Zhufang (朱方), i després Guyang (谷阳). Després de la unificació de tota la Xina, al segle iii aC, Qin Shi Huang, primer emperador de la dinastia Qin, va descobrir que Zhenjiang era un lloc amb molta geomància: una llegenda xinesa diu que el fengshui del lloc era tan avantatjós que el primer emperador va ordenar a 3.000 presoners cavar un túnel a través d'un dels turons de Zhenjiang per dissipar el seu txi. En el període dels Tres Regnes, es va anomenar Jingkou（京口). Durant la Dinastia Meridional i Septentrional va ser coneguda com Nanxuzhou（南徐州）i a la Dinastia Tang, Runzhou（润洲). S'anomena Zhenjiang (el seu nom contemporani) des de la dinastia Song.
Va ser capturada pels britànics el 21 de juliol de 1842 durant la Primera Guerra de l'Opi després d'una resistència ferotge, deixant el camí obert cap a Nanjing i va provocar un tractat de concessions per evitar-ne la pèrdua. Durant el Govern Nacional del Kuomintang, Zhenjiang va ser la capital provincial de Jiangsu des de 1929 fins a 1949.

## Administració
La ciutat a nivell de prefectura de Zhenjiang administra 6 divisions a nivell de comtat (tres districtes i tres ciutats a nivell de comtat), que a la vegada es divideixen en 77 divisions a nivell de municipi, incloses 66 ciutats, 1 municipi i 10 subdistrictes.
| Subdivisió                                   | Xinès simplificat | Hanyu Pinyin  | Població (2010) | Superfície (km²) | Densitat (hab./km²) |
| -------------------------------------------- | ----------------- | ------------- | --------------- | ---------------- | ------------------- |
| Ciutat pròpiament dita                       |                   |               |                 |                  |                     |
| Districte de Jingkou                         | 京口区            | Jīngkǒu Qū    | 601.671         | 343,69           | 1.750,62            |
| Districte de Runzhou                         | 润州区            | Rùnzhōu Qū    | 296.453         | 124,03           | 2.390,17            |
| Suburbà                                      |                   |               |                 |                  |                     |
| Districte de Dantu                           | 丹徒区            | Dāntú Qū      | 302.276         | 617,08           | 489,85              |
| Ciutats satèl·lit (Ciutats nivell de comtat) |                   |               |                 |                  |                     |
| Ciutat de Danyang (Jiangsu)                  | 丹阳市            | Dānyáng Shì   | 960.418         | 1.047,24         | 917,09              |
| Ciutat de Yangzhong                          | 扬中市            | Yángzhōng Shì | 334.886         | 327,35           | 1.023,02            |
| Ciutat de Jurong (Jiangsu)                   | 句容市            | Jùróng Shì    | 617.680         | 1.377,86         | 448,29              |
| Total                                        | Total             | Total         | 3.113.384       | 3.840,32         | 810,71              |

## Ciutats agermanades
- HUN Kiskőrös, Hongria[4]
- MYS Kuching, Malàisia[5]
- RUS Stavropol, Rússia[6]
- JPN Tsu, Mie, Japó[7]
- US Tempe (Arizona), Estats Units[8]